# Bédoin
Bédoin este o comună în departamentul Vaucluse din sud-estul Franței. În 2009 avea o populație de 3.132 de locuitori.

## Evoluția populației
| An        | 1975  | 1982  | 1990  | 1999  | 2006  | 2009  |
| --------- | ----- | ----- | ----- | ----- | ----- | ----- |
| Populație | 1.635 | 1.818 | 2.215 | 2.609 | 2.974 | 3.132 |